# 1116

## Догађаји
- Битка код Филомелиона: Цар Алексије I Комнин предводи експедицију у Анадолију и сусреће се са селџучком војском под командом султана Малик Шаха (близу Филомелиона). Византинци уводе нову бојну формацију коју је Алексије осмислио, паратаксис. Током битке, Селџучки Турци изводе неколико напада на формације, али сви су одбијени. Византијска коњица прави два контранапада; први је неуспешан. Али други напад, који предводи Никифор Вријеније Млађи, разбија селџучке снаге, које се затим окрећу бекству. Следећег дана Малик Шах поново напада, његова војска потпуно окружује Византинце са свих страна. Селџучки Турци су поново одбијени, са много губитака. Алексије проглашава победу, а Малик Шах је приморан да прихвати мировни споразум, у којем обећава да ће поштовати границе Византијског царства.
- 3. фебруар – Коломан, краљ Угарске умире након 21-годишње владавине у којој је учврстио феудални систем у Угарској и проширио границе царства на рачун словенских земаља.
- Лето – Крсташи под краљем Балдуином I од Јерусалима предузимају експедицију у Египат и марширају све до Акабе на Црвеном мору. Након што локално становништво побегне из града, Балдуин гради замкове у Акаби и на оближњем острву. Оставља гарнизон у обе тврђаве. Три крсташка упоришта – Монтреал, Еилат и Греј – обезбеђују контролу над караванским путевима између Сирије и Египта.
- Јесен – Балдуин I жури у Тир (данашњи Либан) и почиње изградњу нове тврђаве, познате као замак Сканделион, код Тирских лествица, чиме се завршава блокада града са копна.
- Рамон Беренгер III, гроф од Барселоне („Велики“), плови у Рим у настојању да добије подршку италијанских држава и дозволу од папе Паскала II за свој крсташки рат против Мавара у Шпанији.
- 15. јул – Орделафо Фалиеро, дужд Венеције, побеђује мађарске трупе под краљем Стефаном II, које су стигле да ослободе Задар; преостали градови Далмације предају се Венецији.
- Насеље Маламоко на венецијанском Лиду је потопљено као резултат изузетног олујног удара.Тереза, грофица од Португала (1080–1130)
- Португалске снаге под грофицом Терезом освајају два галицијске града, Туи и Оренсе. Као одговор, сестра Терезе, краљица Урака („Несмотрена“), напада Португал.
- Алморавидске трупе освајају Балеарска острва, чији су маварски владари озбиљно ослабљени пизанским и каталонским освајачима.
- Велшани под краљем Грифидом ап Рисом од Дехеубарта нападају замак Ландовери, али су поражени. Грифид такође напада замак Свонзи и уништава спољне зидине.
- Зиридски владар Ифрикије, Али ибн Јахја, осваја острво Џерба, које је тада деловало као независна пиратска република.

## Смрти
- Коломан

- Химена Дијаз